# Константиновская волость (Латвия)
Константиновская волость (латыш. Konstantinovas pagasts) — одна из 26 территориальных единиц Краславского края Латвии. Граничит с Аулейской, Андрупенской, Дагдской, Асунской и Скайстской волостями этого края. Административным центром волости является село Константинова.